# Bay City Rollers
The Bay City Rollers — шотландская поп/рок-группа, одна из самых коммерчески успешных в первой половине 1970-х годов в Великобритании, продавшая в общей сложности (по данным BBC) более 70 миллионов пластинок.
Десять первых синглов The Bay City Rollers входили в UK Top Ten, два из них, «Bye Bye Baby» и «Give a Little Love» (оба — 1975) поднимались до № 1. 
Два первых альбома группы — Rollin'  (1974) и Once Upon a Star (1975) также возглавили британский хит-парад.
К началу 1975 года The Bay City Rollers стали самой популярной группой Британии. Но развернувшаяся по всей стране «rollermania» — массовая подростковая истерия, невиданная со времён The Beatles, — с приходом панк-рока закончилась так же быстро, как началась. 
В 1978 году группа (изменив состав) переименовалась в The Rollers, а ещё три года спустя прекратила своё существование окончательно.

## Дискография

### Альбомы
- 1974 — Rollin'
- 1975 — Once Upon a Star
- 1975 — Wouldn't You Like It?
- 1975 — Bay City Rollers (Североамериканское издание)
- 1976 — Dedication
- 1976 — Rock n' Roll Love Letter (Североамериканское издание)
- 1977 — It's a Game
- 1978 — Strangers in the Wind
- 1979 — Elevator (как The Rollers)
- 1980 — Voxx (как The Rollers)
- 1981 — Ricochet (как The Rollers)
- 1982 — …And Forever (Японское издание)
- 1985 — Breakout (Японское издание)